# Wiktor Semjonowitsch Semjonow
Wiktor Semjonowitsch Semjonow (russisch Виктор Семёнович Семёнов, auch Viktor Semjonow; * 17. November 1943 in Moskau; † 25. November 2019 ebenda) war ein russischer Theater- und Filmschauspieler.

## Leben
Semjonow absolvierte die Schauspielfakultät des Staatlichen All-Unions-Instituts für Kinematographie (WGIK). Er gab sein Filmdebüt 1961 in Mischka, Serjoga i ja. Ab 1966 war er Mitglied des Schauspielerensembles des Taganka-Theaters.
Semjonow spielte im Film diverse Hauptrollen, u. a. die des Soldaten Hans in dem DEFA–Märchenfilm Das blaue Licht. Vor allem profilierte er sich in Filmdramen.
2000 wurde Semjonow als Verdienter Künstler Russlands ausgezeichnet.

## Filmografie (Auswahl)
- 1961: Мишка, Серёга и я (Mischka, Serjoga i ja)
- 1962: Мост (Most) (Kurzfilm)
- 1965: Ein Bär für Prag (Puschtschik edet w Pragu)
- 1969: Если есть паруса (Jesli jest parussa)
- 1970: Бушует "Маргарита" (Buschujet "Margarita")
- 1970: В лазоревой степи (W lasorewoi stepi)
- 1972: Золотое крыльцо (Solotyje krylzo)
- 1976: Das blaue Licht
- 1978: Красавец-мужчина (Krassawez-muschtschina)
- 1985: Der Sieg (Pobeda)
- 1987: Moonsund
- 2003: Марш славянки (Marsch slawjanki)